# Feelin' Way Too Damn Good
Feelin' Way Too Damn Good è un singolo del gruppo rock canadese Nickelback, pubblicato nel 2004 ed estratto dall'album The Long Road.
La canzone è stata scritta da Chad Kroeger.

## Tracce
1. Feelin' Way Too Damn Good (Single Version)
2. Leader of Men (Live at MTV Unplugged)
3. Feelin' Way Too Damn Good (Album Version)
4. Feelin' Way Too Damn Good (Video)